# Comunidad para la Democracia y los Derechos de las Naciones

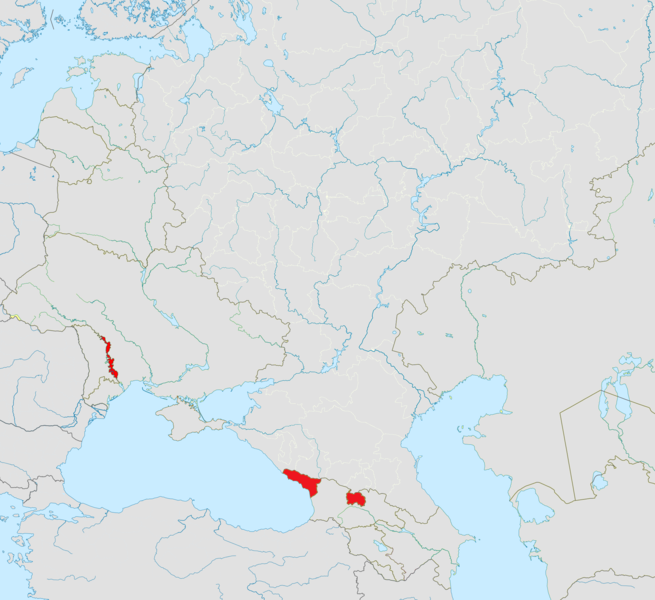
Los miembros de la Comunidad de Estados No Reconocidos, de izquierda a derecha: Transnistria, Abjasia, Osetia del Sur.

La Comunidad para la Democracia y los Derechos de las Naciones (en ruso: Сообщество за демократию и права народов; en rumano: Comunitate pentru Democrație și Drepturile Națiunilor; en ucraniano: Спільнота за демократію і права народів; en armenio: Ժողովրդավարության եւ իրավունքների ազգերի խորհուրդը), también conocida en los medios de comunicación como Comunidad de Estados no reconocidos (en ruso: Содружество непризнанных государств) o Comunidad de Estados Independientes-2 (CEI-2) (en ruso: Содружество непризнанных государств, СНГ-2) es una organización internacional formada el 14 de julio de 2006 en Sujumi por los presidentes de Abjasia, de Transnistria y de Osetia del Sur, Sergei Bagapsh, Igor Smirnov y Eduard Kokoity.

## Historia
Un acuerdo sobre la creación de la mancomunidad fue alcanzado por los cuatro estados separatistas de Abjasia, Osetia del Sur, Transnistria y Nagorno-Karabaj en 2001 en la reunión de Ministros de Relaciones Exteriores celebrada en Stepanakert, capital de Nagorno-Karabaj. Nagorno-Karabaj, que había sido parte del acuerdo de 2001, lo dejó en 2004, pero se convirtió en miembro en 2007. Los cuatro Estados miembros tienen reconocimiento internacional limitado: Abjasia y Osetia del Sur son reclamadas por Georgia, Transnistria por Moldavia y Nagorno-Karabaj por Azerbaiyán.
El 17 de junio de 2007, los cuatro miembros de la Comunidad para la Democracia y los Derechos de las Naciones firmarón en Tiraspol —la capital de Transnistria— la Declaración conjunta sobre los principios de solución pacífica y justa de los conflictos entre Georgia y Abjasia, Georgia y Osetia del Sur, Azerbaiyán y Nagorno-Karabaj, así como el conflicto entre Moldavia y Transnistria. Hace un llamamiento para prohibir todo tipo de presión, como los despliegues militares, el aislamiento diplomático, bloqueos económicos, o las guerras de información, durante las negociaciones para la resolución de los conflictos. También pide garantías externas relativas a los asentamientos políticos eventuales de estos conflictos.
El 27 de septiembre de 2009, los miembros de la Comunidad acordaron abolir los regímenes de visado para sus ciudadanos. El acuerdo entró en vigor un mes después de su ratificación por los tres parlamentos. Tuvo una duración de cinco años, transcurridos los cuales automáticamente se prorrogó por otro período de cinco años. Este acuerdo excluye Nagorno-Karabaj, que se reservó el derecho a unirse a este acuerdo en una fecha posterior.

## Miembros
- Abjasia
- Osetia del Sur
- Transnistria

## Antiguos miembros
- Nagorno-Karabaj (2007-2023)